# Яковенко Дмитро Олегович
Дмитро Олегович Яковенко (нар. 28 червня 1983, Омськ, СРСР) — російський шахіст, гросмейстер (2001). Чемпіон Європи 2012 року.
 У складі збірної Росії переможець командного чемпіонату світу 2010 року, дворазовий переможець командних чемпіонатів Європи 2007 та 2015 років, срібний призер шахової олімпіади 2012 року.
Його рейтинг станом на січень 2025 року — 2682 (неактивний з вересня 2021 року).

## Життєпис

### Ранні роки
Дмитро Яковенко народився в Омську, але дитинство провів у Нижньовартовську. В шахи почав грати у віці 3 років. У віці 7 років став першорозрядником. В 14 років отримав звання міжнародного майстра.
У 1999 році Дмитро Яковенко став срібним призером чемпіонату світу серед юніорів до 16 років.
У 2001 році став чемпіоном світу серед юніорів до 18 років.
У 2005 та 2006 роках стає срібним призером чемпіонату Росії.
У 2007 році зайняв 2 місце в турнірі «В» в Вейк-ан-Зеє, поступившись українцеві Павлу Ельянову, а також зайняв 2 місце на турнірі «Аерофлот Опен», що проходив в Москві.
У квітні 2007 року займає третє місце на чемпіонаті Європи.
На Кубку світу 2007 року, що проходив в Ханти-Мансійську, дійшов до чвертьфіналу, де поступився Олексію Широву з рахунком 0-2. В 1/8 фіналу Яковенко переміг Левона Ароняна з рахунком 2,5-1,5 очка.

### 2012—2013
У березні 2012 року Дмитро Яковенко з результатом 8,5 очок з 11 можливих (+6-0=5) став переможцем чемпіонату Європи.
На кубку світу 2013 року вилетів у другому колі, поступившись Павлу Ельянову з рахунком ½ на 1½ очка.
У грудні 2013 року Яковенко став переможцем кубка Росії, здолавши в фіналі Володимира Фєдосєєва з рахунком 1½ на ½ очка.

### 2014
У березні 2014 року Дмитро посівши 12 місце на чемпіонаті Європи з результатом 8 очок з 11 можливих (+7-0=7), зумів кваліфікуватися на кубок світу ФІДЕ, що пройде в 2015 році.
У травні 2014 року Яковенко з результатом 5½ очок з 9 можливих (+3-1=5) посів 2 місце на міжнародному турнірі ім. А.Карпова, який проходив в російському місті Пойковський.
У червні 2014 року Дмитро Яковенко набравши 6½ очок з 9 можливих (+4-0=5) став переможцем чемпіонату Росії (вища ліга).
У листопаді 2014 року з результатом 4½ очок з 11 можливих (+1-3=7) посів 10 місце на другому етапі Гран-прі ФІДЕ 2014/2015, що проходив в Ташкенті. А також вдруге поспіль став переможцем Кубка Росії, що проходив в Ханти-Мансійську за нокаут-системою, перемігши в фінальному матчі Максима Матлакова з рахунком 1½ на ½ очка.
У грудні 2014 року Дмитро став срібним призером чемпіонату Росії з шахів.

### 2015
У січні-лютому 2015 року розділив 12-21 місця (за додатковим показником — 14 місце) на турнірі Gibraltar Chess Festival 2015. Результат Яковенка на турнірі — 7 з 10 очок (+4-0=6), турнірний перфоманс склав — 2696 очок.
Наприкінці лютого 2015 року Дмитро Яковенко, набравши 6½ очок з 11 можливих (+2-0=9), посів 2 місце на третьому етапі серії Гран-прі ФІДЕ 2014/2015 років, що проходив в Тбілісі.
У квітня 2015 року у складі збірної Росії посів 4-е місце на командному чемпіонаті світу, що проходив у вірменському курортному містечку Цахкадзор.
У травні 2015 року з результатом 6½ очок з 11 можливих (+4-2=5) розділив 1-3 місця (за додатковим показником — 1 місце) на четвертому етапі Гран-прі ФІДЕ 2014/2015, що проходив у Ханти-Мансійську. У загальному заліку серії Гран-прі ФІДЕ 2014/2015 Яковенко, набравши 310 очок, посів 3-є місце та не зумів кваліфікуватися у турнір претендентів на шахову корону, що відбудеться у 2016 році.
У серпні 2015 року, набравши 5½ очок з 11 можливих (+1-1=7), Дмитро розділив 4-7 місця на чемпіонаті Росії, що проходив у м.Чита.
У вересні 2015 року Дмитро дійшов до 1/8 фіналу кубку світу ФІДЕ, де поступився на тай-брейку Павлу Ельянову з рахунком 1½ на 2½ очка.
У листопаді 2015 року в складі збірної Росії став переможцем командного чемпіонату Європи, що проходив у Рейк'явіку. Набравши 5 очок з 7 можливих (+3-0=4), Дмитро посів 1 місце серед резервних шахістів..
У грудні, набравши 5½ очок з 9 можливих (+3-1=5), посів 29 місце на опен-турнірі «Qatar Masters Open 2015».

### 2016
У лютому 2016 року з результатом 7 очок з 10 можливих (+5-1=4) посів 12-те місце на міжнародному опен-турнірі Gibraltar Chess Festival 2016, що проходив у Гібралтарі.
У липні 2016 року з результатом 5 очок з 9 можливих (+2-1=6) розділив 3-5 місця на 17-му міжнародному турнірі ім. А.Карпова, що проходив у Пойковському.
У жовтні 2016 року з результатом 5½ з 11 очок (+1-1=9) розділив 6-9 місця у суперфіналі чемпіонату Росії, що проходив у Новосибірську.
У грудні 2016 року став Дмитро Яковенко став переможцем кубка Росії, перемігши у фіналі Дмитра Кокарьова з рахунком 1½ на ½ очка.
Наприкінці грудня 2016 року на чемпіонаті світу зі швидких та блискавичних шахів, що проходив у м. Доха (Катар), Дмитро посів:
 — 17-те місце на турнірі зі швидких шахів, набравши 9 з 15 очок (+6-3=6),
 — 75-те місце на турнірі з блискавичних шахів, набравши 9½ з 21 очка (+6-8=7).

### 2017
У лютому 2017 року з результатом 5 з 9 очок (+1-0=8) Яковенко розділив 4-8 місця (6-те місце за додатковим показником) на першому етапі серії Гран-Прі ФІДЕ 2017 року, що проходив в м. Шарджа.
У липні 2017 року розділив 11-14 місця на третьому етапі серії Гран-Прі ФІДЕ 2017 року, що проходив у Женеві. Його результат 4½ очки з 9 можливих (+1-1=7).
У листопаді 2017 року, набравши 5½ очок з 9 можливих (+2-0=7), Яковенко разом з Левоном Ароняном розділив 1-2 місця на четвертому етапі серії Гран-Прі ФІДЕ 2017 року, що проходив у Пальма-де-Майорці. У загальному заліку серії Гран-прі ФІДЕ 2017 року Яковенко, набравши 236 очок посів 5-те місце та не зумів кваліфікуватися у Турнір претендентів 2018 року.

### 2018—2019
У червні 2018 року втретє став переможцем турніру ім.А.Карпова, що проходив у Пойковському.
У вересні 2019 році дійшов до 1/16 фіналу (програв Ваш'є-Лаграву) на кубку світу з шахів, що проходив у Ханти-Мансійську.
Наприкінці грудня 2019 року на чемпіонаті світу зі швидких та блискавичних шахів, що проходив у Москві, Яковенко посів:
 — 91-ше місце у турнірі зі швидких шахів, набравши 8 з 15 очок (+4-3=8),
 — 99-те місце у турнірі з блискавичних шахів, набравши 10½ очок з 21 можливого (+8-8=5).

## Турнірні досягнення
| Рік  | Місто             | Турнір                           | + | − | =  | Результат | Місце                |
| ---- | ----------------- | -------------------------------- | - | - | -- | --------- | -------------------- |
| 2000 | Самара            | 53-й чемпіонат Росії             | 5 | 3 | 3  | 6½ з 11   | 8 — 18               |
| 2001 | Еліста            | 54-й чемпіонат Росії             | 1 | 0 | 8  | 5 з 9     | 21 — 26              |
| 2002 | Краснодар         | 55-й чемпіонат Росії             | 3 | 3 | 3  | 4½ з 9    | 21 — 31              |
| 2003 | Красноярськ       | 56-й чемпіонат Росії             | 3 | 1 | 5  | 5½ з 9    | 11 — 19              |
| 2005 | Москва            | 58-й чемпіонат Росії             | 3 | 1 | 7  | 6½ з 11   | — 3                  |
| 2006 | Москва            | 59-й чемпіонат Росії             | 5 | 1 | 5  | 7½ з 11   | Silver               |
| 2007 | Форос             | 2-й міжнародний турнір           | 1 | 3 | 7  | 4½ з 11   | 9—10                 |
|      | Москва            | 60-й чемпіонат Росії             | 2 | 2 | 7  | 5½ з 11   | 8                    |
|      | Пойковський       | 8-й турнір ім.А.Карпова          | 3 | 0 | 6  | 6 з 9     | Gold                 |
| 2008 | Форос             | 3-й міжнародний турнір           | 2 | 2 | 7  | 5½ з 11   | 6                    |
|      | Пойковський       | 9-й турнір ім.А.Карпова          | 2 | 0 | 7  | 5½ з 9    | Silver               |
|      | Сочі              | Гран-прі ФІДЕ Сочі               | 2 | 1 | 10 | 7 з 13    | 5 — 7                |
|      | Москва            | 61-й чемпіонат Росії             | 4 | 1 | 6  | 7 з 11    |                      |
|      | Еліста            | Гран-прі ФІДЕ Еліста             | 3 | 0 | 10 | 8 з 13    | — 3                  |
| 2009 | Дортмунд          | 37-й міжнародний шаховий турнір  | 2 | 1 | 7  | 5½ з 10   | 4                    |
|      | Джермук           | Гран-прі ФІДЕ Джермук            | 1 | 4 | 8  | 5 з 13    | 11 — 12              |
|      | Нанкін            | 2-й міжнародний турнір           | 1 | 3 | 6  | 4 з 10    | 4 — 6                |
|      | Москва            | 62-й чемпіонат Росії             | 2 | 2 | 5  | 4½ з 9    | 5                    |
| 2010 | Пойковський       | 11-й міжнародний турнір          | 4 | 2 | 5  | 6½ з 9    | Bronze               |
|      | Астрахань         | Гран-прі ФІДЕ Астрахань          | 1 | 0 | 12 | 7 з 13    | 2 — 6                |
|      | Москва            | 63-й чемпіонат Росії             | 0 | 1 | 10 | 5 з 11    | 7 — 10               |
| 2011 | Москва            | Аерофлот Опен                    |   |   |    | 5½ з 9    |                      |
| 2012 | Пловдив           | 13-й чемпіонат Європи            | 6 | 0 | 5  | 8½ з 11   | Gold                 |
|      | Пойковський       | 13-й турнір ім.А.Карпова         | 3 | 0 | 6  | 6 з 9     | Gold                 |
| 2013 | Тромсе            | Кубок світу ФІДЕ                 | 2 | 1 | 1  | 2½ з 4    | 1/32                 |
|      | Пойковський       | 14-й міжнародний турнір          | 1 | 1 | 7  | 4½ з 9    | 4 — 7                |
|      | Ханти-Мансійськ   | Фінал кубка Росії                | 4 | 0 | 4  | 6 з 8     | Gold                 |
| 2014 | Єреван            | 15-й чемпіонат Європи            | 4 | 0 | 7  | 7½ з 11   | 12                   |
|      | Пойковський       | 15-й міжнародний турнір          | 3 | 1 | 5  | 5½ з 9    | Silver               |
|      | Владивосток       | 67-й чемпіонат Росії (вища ліга) | 4 | 0 | 5  | 6½ з 9    | Gold                 |
|      | Ташкент           | 2-й етап гран-прі ФІДЕ 2014/15   | 1 | 3 | 7  | 4½ з 11   | 10                   |
|      | Ханти-Мансійськ   | Фінал кубка Росії                | 4 | 2 | 2  | 5 з 8     | Gold                 |
|      | Казань            | 67-й чемпіонат Росії             | 1 | 0 | 8  | 5 з 9     | Silver               |
| 2015 | Гібралтар         | 14-й міжнародний турнір          | 4 | 0 | 6  | 7 з 10    | 14                   |
|      | Тбілісі           | 3-й етап гран-прі ФІДЕ 2014/15   | 2 | 0 | 9  | 6½ з 11   | Silver               |
|      | Цагкадзор         | Командний чемпіонат світу        | 1 | 1 | 2  | 2 з 4     | 4 (командне)         |
|      | Ханти-Мансійськ   | 4-й етап гран-прі ФІДЕ 2014/15   | 4 | 2 | 5  | 6½ з 11   | — 3                  |
|      | Чита              | 68-й чемпіонат Росії             | 1 | 1 | 9  | 5½ з 11   | 4 — 7                |
|      | Баку              | Кубок світу ФІДЕ                 | 1 | 0 | 7  | 4½ з 8    | 1/8                  |
|      | Рейк'явік         | Командний чемпіонат Європи       | 3 | 0 | 4  | 5 з 7     | (командне) (індивід) |
|      | Доха              | «Qatar Masters Open»             | 3 | 1 | 5  | 5½ з 9    | 29                   |
| 2016 | Гібралтар         | 15-й міжнародний турнір          | 5 | 1 | 4  | 7 з 10    | 12                   |
|      | Пойковський       | 17-й міжнародний турнір          | 2 | 1 | 6  | 5 з 9     | 3 — 5                |
|      | Новосибірськ      | 69-й чемпіонат Росії             | 1 | 1 | 9  | 5½ з 11   | 6 — 9                |
|      | Ханти-Мансійськ   | Фінал кубка Росії                | 3 | 0 | 5  | 5½ з 8    | Gold                 |
|      | Доха              | Чемпіонат світу з рапіду         | 6 | 3 | 6  | 9 з 15    | 17                   |
|      | Доха              | Чемпіонат світу з бліцу          | 6 | 8 | 7  | 9½ з 21   | 75                   |
| 2017 | Шарджа            | 1-й етап Гран-прі ФІДЕ 2017      | 1 | 0 | 8  | 5 з 9     | 4 — 8                |
|      | Женева            | 3-й етап Гран-прі ФІДЕ 2017      | 1 | 1 | 7  | 4½ з 9    | 11 — 14              |
|      | Пальма-де-Майорка | 4-й етап Гран-прі ФІДЕ 2017      | 2 | 0 | 7  | 5½ з 9    | — 2                  |
| 2018 | Пойковський       | 19-й турнір ім.А.Карпова         | 3 | 0 | 6  | 6 з 9     | Gold                 |
| 2019 | Пойковський       | 20-й турнір ім.А.Карпова         | 2 | 0 | 7  | 5½ з 9    | Silver               |
|      | Ханти-Мансійськ   | Кубок світу ФІДЕ                 | 2 | 0 | 4  | 4 з 6     | 1/16                 |
|      | Москва            | 1-й етап Гран-прі ФІДЕ 2019      | 0 | 1 | 1  | ½ з 2     | 1/8                  |
|      | Гамбург           | 3-й етап Гран-прі ФІДЕ 2019      | 0 | 1 | 1  | ½ з 2     | 1/8                  |
|      | Москва            | Чемпіонат світу з рапіду         | 4 | 3 | 8  | 8 з 15    | 91                   |
|      | Москва            | Чемпіонат світу з бліцу          | 8 | 8 | 5  | 10½ з 21  | 99                   |